# (32990) Sayo-hime
(32990) Sayo-hime est un astéroïde de la ceinture principale.

## Description
(32990) Sayo-hime est un astéroïde de la ceinture principale. Il fut découvert le 30 décembre 1996 à Chichibu par Naoto Satō. Il présente une orbite caractérisée par un demi-grand axe de 3,03 UA, une excentricité de 0,08 et une inclinaison de 9,4° par rapport à l'écliptique.